# Степаненко Тарас Миколайович
Тара́с Микола́йович Степане́нко (нар. 8 серпня 1989, Велика Новосілка, Донецька область, СРСР) — український футболіст, опорний півзахисник турецького клубу «Еюпспор» та збірної України.
Приєднався до поточного клубу 11 травня 2010 року, перейшовши зі складу клубу «Металург» (Запоріжжя).
17 листопада 2010 року дебютував у складі збірної України у товариському матчі проти збірної Швейцарії (2:2).

## Клубна кар'єра

### Металург
Почав грати за молодіжну команду запорізького «Металурга» у сезоні 2006—2007. Зіграв 16 матчів і забив один гол, перш ніж перейти до основного складу.
Він дебютував за дорослу команду 4 березня 2007 року у віці 17 років у матчі з «Динамо». «Металург» поступився 3-1. Він закінчив свій перший сезон у старшій команді з 12 виступами.
У своєму другому сезоні, за місяць до свого 18 дня народження, він забив свій перший гол за клуб 21 липня 2007 року в переможному матчі чемпіонату з «Кривбасом». Цей гол став переможним. Він пішов, щоб зробити 23 матчів за клуб в цьому сезоні, з 1 гол.
У третьому сезоні, провівши 29 матчів за клуб, став його невід'ємною частиною.
А наступного сезону він зіграв 17 матчів за клуб. Наприкінці сезону існувала домовленість, що він приєднається до чинних чемпіонів України, донецького «Шахтаря». Він зіграв загалом 81 матч за першу команду «Металурга», забивши 1 гол.

### Шахтар

#### Сезон 2010—2011
11 травня 2010 року півзахисник підписав контракт із «Шахтарем» на п'ять років за невідому суму, залишивши «Металург» разом із Сергієм Кривцовим, який також приєднався до клубу на п'ять років. Тарас дебютував за клуб у Суперкубку України, коли донеччани перемогли сімферопольську «Таврію» з рахунком 7-1. Це був його перший трофей у команді. Він забив свій перший гол за клуб 23 листопада 2010 року в груповому етапі Ліги Чемпіонів у матчі проти «Партизана». Зіграв 20 матчів за Шахтар у своєму першому сезоні, забивши 1 гол; допоміг Шахтарю в потрійному виграші національних турнірів.

#### Сезон 2011—2012
У своєму другому сезоні з клубом він зіграв 12 матчів. Вийшов на 109-й хвилині фіналу Кубка України в матчі проти донецького «Металурга». Голами у цьому сезоні не відзначився. Також разом з «гірниками» переміг у чемпіонаті країни.

#### Сезон 2012—2013
Він зіграв усі 90 хвилин у суперкубку. Коли «Шахтар» переміг той самий «Металург». Отримав жовту картку на 60-й хвилині. 6 серпня 2012 року забив 2-й гол за клуб, у ворота «Волині», з передачі Генріха Мхітаряна. Віддав гольовий пас Олександру Кучеру і той відкрив рахунок у матчі проти київського «Динамо» 2 вересня 2012 року. 28 вересня того ж року він отримав червону картку на 89-й хвилині в матчі проти «Дніпра», однак це не вплинуло на «гірників» і вони виграли матч з рахунком 2-1. 19 жовтня він віддав ще один гольовий пас на Дмитра Чигринського, який відзначився переможним голом у матчі проти «Іллічівця».

#### Сезони 2013—2014 і 2014—2015
У цьому сезоні він зіграв 27 матчів і відзначився двома голами. Обидва голи були в чемпіонаті країни. У четвертому турі чемпіонату, в матчі проти «Олімпіка», забив 1400-й гол «Шахтаря» в чемпіонатах України на 91-й хвилині. У квітні 2013 року в матчі з «Динамо» мало не зазнав дуже важкого перелому ноги після фолу Андрія Ярмоленка. А в сезоні 2014—2015 зіграв 35 матчів і забив аж 5 голів.

#### Сезон 2015—2016
Перший матч у чемпіонаті зіграв проти «Ворскли». В матчі проти «Рапіда» дістав травму й вибув на декілька матчів. Став найкращим гравцем чемпіонату в 13-му турі. Він оформив дубль у ворота «Зорі». Другий гол був ударом через себе на останніх хвилинах. Узимку дістав пропозицію від «Евертона», але відмовився. Допоміг клубу дійти до півфіналу Ліги Європи. На другий матч із «Зорею» вийшов з капітанською пов'язкою. Цей матч став для нього 100-м у чемпіонаті України за «Шахтар».

### 2025 рік
30 січня 2025 «Шахтар» попрощався зі своїм багаторічним капітаном. Гравець продовжить кар'єру в турецькому чемпіонаті.

##### Конфлікти з Ярмоленком
У останньому матчі 1-го кола чемпіонату 2015/16 після матчу з київським «Динамо» Степаненко обмінявся футболками з Андрієм Ярмоленком. Після цього Андрій викинув його футболку на поле перед трибунами вболівальників «Динамо».
У наступній зустрічі цих двох команд 1 травня 2016 року після третього гола «гірників» у ворота київського клубу Тарас підбіг до трибуни, де сиділи фанати «Динамо», і поцілував перед ними емблему свого клубу. Під час того, як він повертався на свою половину поля, Андрій ударив його ззаду ногою. У післяматчевому інтерв'ю Тарас сказав, що його дружба з Ярмоленком завершилась, бо той не вперше некоректно діяв. 19 травня, напередодні оголошення складу збірної України на Євро-2016 у будинку ФФУ Ярмоленко визнав свою провину перед Степаненком і обидва потиснули руки одне одному. Обидва футболісти потрапили до складу збірної на міжнародному турнірі, що пройшов у Франції.
У останньому матчі 1-го кола чемпіонату 2015/16 після матчу з київським «Динамо» Степаненко обмінявся футболками з Андрієм Ярмоленком. Після цього Андрій викинув його футболку на поле перед трибунами вболівальників «Динамо».
У наступній зустрічі цих двох команд 1 травня 2016 року після третього гола «гірників» у ворота київського клубу Тарас підбіг до трибуни, де сиділи фанати «Динамо», і поцілував перед ними емблему свого клубу. Під час того, як він повертався на свою половину поля, Андрій ударив його ззаду ногою. У післяматчевому інтерв'ю Тарас сказав, що його дружба з Ярмоленком завершилась, бо той не вперше некоректно діяв. 19 травня, напередодні оголошення складу збірної України на Євро-2016 у будинку ФФУ Ярмоленко визнав свою провину перед Степаненком і обидва потиснули руки одне одному. Обидва футболісти потрапили до складу збірної на міжнародному турнірі, що пройшов у Франції.

## Стиль гри
Степаненко півзахисник, який відпрацьовує на оборону. Часто, у боротьбі за м'яч, отримує травми. Це стається тому, що він не боїться вступати у боротьбу. Також він часто отримує картки за грубу гру.

## Статистика виступів

### Клубна
Станом на 29 січня 2025 року
| Команда                          | Сезон                            | Чемпіонат                        | Чемпіонат | Чемпіонат | Кубок країни | Кубок країни | Кубок країни | Континентальні кубки | Континентальні кубки | Континентальні кубки | Інші змагання | Інші змагання | Інші змагання | Усього | Усього |
| Команда                          | Сезон                            | Ліга                             | Ігор      | Голів     | Ліга         | Ігор         | Голів        | Ліга                 | Ігор                 | Голів                | Ліга          | Ігор          | Голів         | Ігор   | Голів  |
| -------------------------------- | -------------------------------- | -------------------------------- | --------- | --------- | ------------ | ------------ | ------------ | -------------------- | -------------------- | -------------------- | ------------- | ------------- | ------------- | ------ | ------ |
| 2006—2007                        | «Металург-2» (Запоріжжя)         | Друга ліга                       | 16        | 1         | —            | —            | —            | —                    | —                    | —                    | —             | —             | —             | 16     | 1      |
| 2006—2007                        | «Металург» (Запоріжжя)           | Вища ліга                        | 12        | 0         | КУ           | 0            | 0            | —                    | —                    | —                    | —             | —             | —             | 12     | 0      |
| 2007—2008                        | «Металург» (Запоріжжя)           | Вища ліга                        | 23        | 1         | КУ           | 1            | 0            | —                    | —                    | —                    | —             | —             | —             | 24     | 1      |
| 2008—2009                        | «Металург» (Запоріжжя)           | Прем'єр-ліга                     | 29        | 0         | КУ           | 1            | 0            | —                    | —                    | —                    | —             | —             | —             | 30     | 0      |
| 2009—2010                        | «Металург» (Запоріжжя)           | Прем'єр-ліга                     | 17        | 0         | КУ           | 0            | 0            | —                    | —                    | —                    | —             | —             | —             | 17     | 0      |
| Всього за «Металург» (Запоріжжя) | Всього за «Металург» (Запоріжжя) | Всього за «Металург» (Запоріжжя) | 81        | 1         |              | 2            | 0            |                      | —                    | —                    |               | —             | —             | 83     | 1      |
| 2010—2011                        | «Шахтар» (Донецьк)               | Прем'єр-ліга                     | 15        | 0         | КУ           | 2            | 0            | ЛЧ                   | 2                    | 1                    | СКУ           | 1             | 0             | 20     | 1      |
| 2011—2012                        | «Шахтар» (Донецьк)               | Прем'єр-ліга                     | 9         | 0         | КУ           | 3            | 0            | ЛЧ                   | 0                    | 0                    | СКУ           | 0             | 0             | 12     | 0      |
| 2012—2013                        | «Шахтар» (Донецьк)               | Прем'єр-ліга                     | 18        | 0         | КУ           | 3            | 0            | ЛЧ                   | 3                    | 0                    | СКУ           | 1             | 0             | 25     | 0      |
| 2013—2014                        | «Шахтар» (Донецьк)               | Прем'єр-ліга                     | 18        | 2         | КУ           | 4            | 0            | ЛЧ/ЛЄ                | 3+1                  | 0                    | СКУ           | 1             | 0             | 27     | 2      |
| 2014—2015                        | «Шахтар» (Донецьк)               | Прем'єр-ліга                     | 22        | 4         | КУ           | 5            | 0            | ЛЧ                   | 7                    | 1                    | СКУ           | 1             | 0             | 35     | 5      |
| 2015—2016                        | «Шахтар» (Донецьк)               | Прем'єр-ліга                     | 18        | 2         | КУ           | 5            | 0            | ЛЧ/ЛЄ                | 9+7                  | 0+1                  | СКУ           | 1             | 0             | 40     | 3      |
| 2016—2017                        | «Шахтар» (Донецьк)               | Прем'єр-ліга                     | 27        | 1         | КУ           | 3            | 1            | ЛЧ/ЛЄ                | 2+8                  | 0+2                  | СКУ           | 1             | 0             | 41     | 3      |
| 2017—2018                        | «Шахтар» (Донецьк)               | Прем'єр-ліга                     | 26        | 0         | КУ           | 3            | 0            | ЛЧ                   | 8                    | 0                    | СКУ           | 1             | 0             | 38     | 0      |
| 2018—2019                        | «Шахтар» (Донецьк)               | Прем'єр-ліга                     | 26        | 4         | КУ           | 2            | 0            | ЛЧ/ЛЄ                | 6+1                  | 0                    | СКУ           | 1             | 0             | 36     | 4      |
| 2019—2020                        | «Шахтар» (Донецьк)               | Прем'єр-ліга                     | 24        | 1         | КУ           | 1            | 1            | ЛЧ/ЛЄ                | 6+5                  | 0+1                  | СКУ           | 1             | 0             | 37     | 3      |
| 2020—2021                        | «Шахтар» (Донецьк)               | Прем'єр-ліга                     | 18        | 2         | КУ           | 0            | 0            | ЛЧ/ЛЄ                | 4+1                  | 0                    | СКУ           | 1             | 0             | 24     | 2      |
| 2021—2022                        | «Шахтар» (Донецьк)               | Прем'єр-ліга                     | 13        | 2         | КУ           | 0            | 0            | ЛЧ                   | 8                    | 0                    | СКУ           | 1             | 0             | 22     | 2      |
| 2022—2023                        | «Шахтар» (Донецьк)               | Прем'єр-ліга                     | 26        | 3         | —            | —            | —            | ЛЧ/ЛЄ                | 6+4                  | 0                    | —             | —             | —             | 36     | 3      |
| 2023—2024                        | «Шахтар» (Донецьк)               | Прем'єр-ліга                     | 20        | 0         | КУ           | 3            | 0            | ЛЧ/ЛЄ                | 6+2                  | 0                    | —             | —             | —             | 31     | 0      |
| 2024—2025                        | «Шахтар» (Донецьк)               | Прем'єр-ліга                     | 9         | 1         | КУ           | 1            | 0            | ЛЧ                   | 6                    | 0                    | —             | —             | —             | 16     | 1      |
| Всього за «Шахтар» (Донецьк)     | Всього за «Шахтар» (Донецьк)     | Всього за «Шахтар» (Донецьк)     | 289       | 22        |              | 35           | 2            |                      | 105'                 | 6                    |               | 11            | 0             | 440    | 30     |
| Всього за кар'єру                | Всього за кар'єру                | Всього за кар'єру                | 386       | 24        | —            | 37           | 2            | —                    | 105                  | 6                    | —             | 11            | 0             | 539    | 32     |

### Матчі за збірну
Станом на 14 жовтня 2024 року
| Дата       | Місто           | Господарі            | Результат     | Гості                | Турнір                                    | Голи | Примітки |
| ---------- | --------------- | -------------------- | ------------- | -------------------- | ----------------------------------------- | ---- | -------- |
| 17-11-2010 | Лансі           | Швейцарія            | 2 – 2         | Україна              | товариський матч                          | -    | 65'      |
| 08-02-2011 | Паралімні       | Румунія              | 2 (2) – 2 (4) | Україна              | товариський матч                          | -    | 63'      |
| 09-02-2011 | Паралімні       | Швеція               | 1 (4) – 1 (5) | Україна              | товариський матч                          | -    | 71'      |
| 29-03-2011 | Львів           | Україна              | 0 – 2         | Італія               | товариський матч                          | -    |          |
| 15-08-2012 | Львів           | Україна              | 0 – 1         | Чехія                | товариський матч                          | -    | 72'      |
| 14-11-2012 | Софія           | Болгарія             | 0 – 1         | Україна              | товариський матч                          | -    | 46'      |
| 06-02-2013 | Севілья         | Норвегія             | 0 – 2         | Україна              | товариський матч                          | -    | 64'      |
| 22-03-2013 | Варшава         | Польща               | 1 – 3         | Україна              | Відбір до ЧС 2014                         | -    | 60'      |
| 26-03-2013 | Одеса           | Україна              | 2 – 1         | Молдова              | Відбір до ЧС 2014                         | -    |          |
| 02-06-2013 | Київ            | Україна              | 0 – 0         | Камерун              | товариський матч                          | -    | 46'      |
| 10-09-2013 | Київ            | Україна              | 0 – 0         | Англія               | Відбір до ЧС 2014                         | -    |          |
| 11-10-2013 | Харків          | Україна              | 2 – 0         | Польща               | Відбір до ЧС 2014                         | -    |          |
| 15-11-2013 | Київ            | Україна              | 2 – 0         | Франція              | Відбір до ЧС 2014                         | -    |          |
| 22-05-2014 | Київ            | Україна              | 2 – 1         | Нігер                | товариський матч                          | 1    |          |
| 03-09-2014 | Київ            | Україна              | 1 – 0         | Молдова              | товариський матч                          | -    |          |
| 08-09-2014 | Київ            | Україна              | 0 – 1         | Словаччина           | Відбір до ЧЄ 2016                         | -    |          |
| 09-10-2014 | Борисов (місто) | Білорусь             | 0 – 2         | Україна              | Відбір до ЧЄ 2016                         | -    |          |
| 12-10-2014 | Львів           | Україна              | 1 – 0         | Північна Македонія   | Відбір до ЧЄ 2016                         | -    |          |
| 27-03-2015 | Севілья         | Іспанія              | 1 – 1         | Україна              | Відбір до ЧЄ 2016                         | -    | 76'      |
| 09-06-2015 | Лінц            | Грузія               | 1 – 2         | Україна              | товариський матч                          | -    | 46'      |
| 14-06-2015 | Львів           | Україна              | 3 – 0         | Люксембург           | Відбір до ЧЄ 2016                         | -    |          |
| 05-09-2015 | Львів           | Україна              | 3 – 1         | Білорусь             | Відбір до ЧЄ 2016                         | -    |          |
| 08-09-2015 | Жиліна          | Словаччина           | 0 – 0         | Україна              | Відбір до ЧЄ 2016                         | -    |          |
| 12-10-2015 | Київ            | Україна              | 0 – 1         | Іспанія              | Відбір до ЧЄ 2016                         | -    |          |
| 17-11-2015 | Марибор         | Словенія             | 1 – 1         | Україна              | Відбір до ЧЄ 2016                         | -    |          |
| 24-03-2016 | Одеса           | Україна              | 1 – 0         | Кіпр                 | товариський матч                          | 1    | 72'      |
| 28-03-2016 | Київ            | Україна              | 1 – 0         | Уельс                | товариський матч                          | -    |          |
| 29-05-2016 | Турин           | Румунія              | 3 – 4         | Україна              | товариський матч                          | -    |          |
| 03-06-2016 | Бергамо         | Албанія              | 1 – 3         | Україна              | товариський матч                          | 1    |          |
| 12-06-2016 | Лілль           | Німеччина            | 2 – 0         | Україна              | ЧЄ 2016                                   | -    |          |
| 16-06-2016 | Ліон            | Україна              | 0 – 2         | Північна Ірландія    | ЧЄ 2016                                   | -    |          |
| 21-06-2016 | Марсель         | Україна              | 0 – 1         | Польща               | ЧЄ 2016                                   | -    |          |
| 05-09-2016 | Київ            | Україна              | 1 – 1         | Ісландія             | Відбір до ЧС 2018                         | -    |          |
| 06-10-2016 | Конья           | Туреччина            | 2 – 2         | Україна              | Відбір до ЧС 2018                         | -    |          |
| 09-10-2016 | Краків          | Україна              | 3 – 0         | Косово               | Відбір до ЧС 2018                         | -    |          |
| 12-11-2016 | Одеса           | Україна              | 1 – 0         | Фінляндія            | Відбір до ЧС 2018                         | -    |          |
| 24-03-2017 | Загреб          | Хорватія             | 1 – 0         | Україна              | Відбір до ЧС 2018                         | -    |          |
| 06-06-2017 | Ґрац            | Україна              | 0 – 1         | Мальта               | товариський матч                          | -    | 46'      |
| 11-06-2017 | Тампере         | Фінляндія            | 1 – 2         | Україна              | Відбір до ЧС 2018                         | -    |          |
| 02-09-2017 | Харків          | Україна              | 2 – 0         | Туреччина            | Відбір до ЧС 2018                         | -    |          |
| 05-09-2017 | Рейк'явік       | Ісландія             | 2 – 0         | Україна              | Відбір до ЧС 2018                         | -    | 76'      |
| 06-10-2017 | Шкодер (місто)  | Косово               | 0 – 2         | Україна              | Відбір до ЧС 2018                         | -    | 63'      |
| 09-10-2017 | Київ            | Україна              | 0 – 2         | Хорватія             | Відбір до ЧС 2018                         | -    |          |
| 23-03-2018 | Марбелья        | Саудівська Аравія    | 1 – 1         | Україна              | товариський матч                          | -    | 45'      |
| 27-03-2018 | Льєж            | Україна              | 2 – 1         | Японія               | товариський матч                          | -    |          |
| 31-05-2018 | Київ            | Україна              | 0 – 0         | Марокко              | товариський матч                          | -    | 64'      |
| 06-09-2018 | Брно            | Чехія                | 1 – 2         | Україна              | Ліга націй УЄФА 2018-2019 - 1-й етап      | -    |          |
| 09-09-2018 | Львів           | Україна              | 1 – 0         | Словаччина           | Ліга націй УЄФА 2018-2019 - 1-й етап      | -    | 86'      |
| 10-10-2018 | Генуя           | Італія               | 1 – 1         | Україна              | товариський матч                          | -    | 56'      |
| 16-10-2018 | Київ            | Україна              | 1 – 0         | Чехія                | Ліга націй УЄФА 2018-2019 - 1-й етап      | -    |          |
| 16-11-2018 | Трнава          | Словаччина           | 4 – 1         | Україна              | Ліга націй УЄФА 2018-2019 - 1-й етап      | -    |          |
| 22-03-2019 | Лісабон         | Португалія           | 0 – 0         | Україна              | Відбір до ЧЄ 2020                         | -    |          |
| 07-06-2019 | Львів           | Україна              | 5 – 0         | Сербія               | Відбір до ЧЄ 2020                         | -    | 72'      |
| 10-06-2019 | Львів           | Україна              | 1 – 0         | Люксембург           | Відбір до ЧЄ 2020                         | -    |          |
| 07-09-2019 | Вільнюс         | Литва                | 0 – 3         | Україна              | Відбір до ЧЄ 2020                         | -    |          |
| 11-10-2019 | Харків          | Україна              | 2 – 0         | Литва                | Відбір до ЧЄ 2020                         | -    | 73'      |
| 14-10-2019 | Київ            | Україна              | 2 – 1         | Португалія           | Відбір до ЧЄ 2020                         | -    | 72'      |
| 03-09-2020 | Львів           | Україна              | 2 – 1         | Швейцарія            | Ліга націй УЄФА 2020-2021 - 1-й етап      | -    |          |
| 14-11-2020 | Лейпциг         | Німеччина            | 3 – 1         | Україна              | Ліга націй УЄФА 2020-2021 - 1-й етап      | -    | 69'      |
| 23-05-2021 | Харків          | Україна              | 1 – 1         | Бахрейн              | товариський матч                          | -    | 46'      |
| 03-06-2021 | Дніпро          | Україна              | 1 – 0         | Північна Ірландія    | товариський матч                          | -    | 76'      |
| 07-06-2021 | Харків          | Україна              | 4 – 0         | Кіпр                 | товариський матч                          | -    | 46'      |
| 17-06-2021 | Бухарест        | Україна              | 2 – 1         | Північна Македонія   | ЧЄ 2020 - груповий етап                   | -    |          |
| 29-06-2021 | Глазго          | Швеція               | 1 – 2         | Україна              | ЧЄ 2020 - 1/8 фіналу                      | -    | 95'      |
| 04-09-2021 | Київ            | Україна              | 1 – 1         | Франція              | Відбір до ЧС 2022                         | -    |          |
| 09-10-2021 | Гельсінкі       | Фінляндія            | 1 – 2         | Україна              | Відбір до ЧС 2022                         | -    | 77'      |
| 12-10-2021 | Львів           | Україна              | 1 – 1         | Боснія і Герцеговина | Відбір до ЧС 2022                         | -    |          |
| 11-11-2021 | Одеса           | Україна              | 1 – 1         | Болгарія             | товариський матч                          | 1    | 46'      |
| 16-11-2021 | Зениця          | Боснія і Герцеговина | 0 – 2         | Україна              | Відбір до ЧС 2022                         | -    |          |
| 01-06-2022 | Глазго          | Шотландія            | 1 – 3         | Україна              | Відбір до ЧС 2022                         | -    | 90+3'    |
| 05-06-2022 | Кардіфф         | Уельс                | 1 – 0         | Україна              | Відбір до ЧС 2022                         | -    | 70'      |
| 21-09-2022 | Глазго          | Шотландія            | 3 – 0         | Україна              | Ліга націй УЄФА 2022—2023 - 1-й етап      | -    | 46'      |
| 27-09-2022 | Краків          | Україна              | 0 – 0         | Шотландія            | Ліга націй УЄФА 2022—2023 - 1-й етап      | -    |          |
| 26-03-2023 | Лондон          | Англія               | 2 – 0         | Україна              | Відбір до ЧЄ 2024                         | -    | 90'      |
| 12-06-2023 | Бремен          | Німеччина            | 3 – 3         | Україна              | товариський матч                          | -    | 64'      |
| 16-06-2023 | Скоп'є          | Північна Македонія   | 2 – 3         | Україна              | Відбір до ЧЄ 2024                         | -    |          |
| 19-06-2023 | Трнава          | Україна              | 1 – 0         | Мальта               | Відбір до ЧЄ 2024                         | -    |          |
| 09-09-2023 | Вроцлав         | Україна              | 1 – 1         | Англія               | Відбір до ЧЄ 2024                         | -    | 22'      |
| 12-09-2023 | Мілан           | Італія               | 2 – 1         | Україна              | Відбір до ЧЄ 2024                         | -    | 76' 84'  |
| 14-10-2023 | Прага           | Україна              | 2 – 0         | Північна Македонія   | Відбір до ЧЄ 2024                         | -    |          |
| 20-11-2023 | Леверкузен      | Україна              | 0 – 0         | Італія               | Відбір до ЧЄ 2024                         | -    | 80'      |
| 03-06-2024 | Нюрнберг        | Німеччина            | 0 – 0         | Україна              | товариський матч                          | -    | 64'      |
| 11-06-2024 | Кишинів         | Молдова              | 0 – 4         | Україна              | товариський матч                          | -    | 68'      |
| 17-06-2024 | Мюнхен          | Румунія              | 3 – 0         | Україна              | ЧЄ 2024 - груповий етап                   | -    | 62'      |
| 26-06-2024 | Штутгарт        | Україна              | 0 – 0         | Бельгія              | ЧЄ 2024 - груповий етап                   | -    | 70'      |
| 10-09-2024 | Прага           | Чехія                | 3 – 2         | Україна              | Ліга націй УЄФА 2024—2025 - груповий етап | -    | 79'      |
| 14-10-2024 | Вроцлав         | Україна              | 1 – 1         | Чехія                | Ліга націй УЄФА 2024—2025 - груповий етап | -    | 64'      |
| Усього     |                 | Матчів (8 місце)     | 87            |                      | Голів                                     | 4    |          |

## Досягнення
«Шахтар»
- Чемпіон України (10): 2010-11, 2011-12, 2012-13, 2013-14, 2016-17, 2017-18, 2018-19, 2019-20, 2022-23, 2023-24
- Володар кубка України (8): 2010–11, 2011–12, 2012–13, 2015-16, 2016-17, 2017-18, 2018-19, 2023-24
- Володар Суперкубка України (7): 2010, 2012, 2013, 2014, 2015, 2017, 2021